# Кевін Кабран
Кевін Александер Кабран (швед. Kevin Alexander Kabran, нар. 22 листопада 1993, Стокгольм, Швеція) — шведський футболіст, лівий вінгер норвезького клубу «Вікінг».

## Ігрова кар'єра
Кевін Кабран є вихованцем столичного клубу «Васалундс», у основі якого футболіст дебютував у 2012 році. За два роки Кабран перейшов до нідерландського «Ден Босха». Але у Нідерландах гра у футболіста не склалася і за рік він повернувся до «Васалундса».
Де своєю результативною грою привернув до себе увагу і 2017 рік футболіст прові у клубі Супереттан «Броммапойкарна».
Сезон 2018 року Кабран починав вже як гравець норвезької Елітесеріен у клубі «Старт». У команді Кабран провів три сезони і взимку 2021 року підписав трирічний контракт з іншим клубом Елітсерії - «Вікінгом».